# Lonely Planet (film)
Lonely Planet är en amerikansk dramafilm som hade premiär på strömningstjänsten Netflix den 11 oktober 2024. Den är regisserad av Susannah Grant, som även skrivit filmens manus.

## Handling
Filmen kretsar kring en romanförfattare som drabbats av skrivkamp. För att kunna koncentrera sig på sitt författarskap åker hon till Marocko. Där träffar hon en ung man, och det som börjar som en enkel bekantskap utvecklas till en berusande, livsförändrande kärleksaffär.

## Rollista (i urval)
- Laura Dern – Katherine Loewe
- Liam Hemsworth – Owen Brophy
- Diana Silvers - Lily Kemp
- Younès Boucif - Rafih Abdo
- Adriano Giannini - Ugo Jaconelli
- Rachida Brakni - Fatema Benzakour
- Gustav Dyekjær Giese - Gunnar Norgaard